# John Willis Stovall
John Willis Stovall (1891-24 juillet 1953) est paléontologue à l'Université de l'Oklahoma. Avec un de ses étudiants, Wann Langston Jr., il nomme le dinosaure théropode Acrocanthosaurus en 1950. La plupart de ses recherches sont centrées sur la vallée de la Cimarron à l'extrême nord-ouest de l'Oklahoma.

## Ouvrages
- J.W. Stovall & W. Langston, Jr. . "Acrocanthosaurus atokensis", a new genus and species of Lower Cretaceous Theropoda from Oklahoma. (1950) American Midland Naturalist 43(4): 686-728.